# Cantacuzeno (ammiraglio)
Cantacuzeno (fl. XI-XII secolo) è stato un ammiraglio bizantino.

## Biografia
Fu drungario della marina bizantina sotto il regno del basileus Alessio I Comneno, visse a cavallo dell'XI secolo e il XII secolo. Egli fu il primo membro importante della famiglia dei Cantacuzeni. Egli è ricordato per aver vinto l'assedio di Laodicea contro gli arabi, e per aver sconfitto nel 1107 i normanni in Dalmazia, che erano guidati da Boemondo d'Antiochia.
Giovanni Cantacuzeno fu figlio o nipote dell'ammiraglio Cantacuzeno.